# At-Tamani’a
At-Tamani’a (arab. التمانعة) – miasto w Syrii, w muhafazie Idlib. W 2004 roku liczyło 7382 mieszkańców.